# Шкарупа Тимофій Єфремович
Шкарупа Тимофій Єфремович (19 лютого 1884, с. Чаплинка Дніпровського повіту Таврійської губернії — 24 жовтня 1970, Ню-Кастл) — герой Першої світової війни, офіцер Російської імператорської армії, штабс-капітан (1917); затим — підполковник армії УНР (1920).

## В російській імператорській армії
Напередодні Першої світової війни служив рядовим, затим унтер-офіцером у 14-му стрілковому полку в Одесі.
Учасник Першої світової війни, підпрапорщик 1-ї роти 14-го стрілкового полку 4-ї стрілкової Залізної бригади (затим — дивізії) генерала Денікіна. За бойові заслуги одержав повний Георгіївський бант (всі чотири відзнаки ордену Святого Георгія та чотири Георгіївські медалі). Був підвищений до офіцерського чину прапорщика, нагороджений орденом Святого Георгія IV ступеня (4 березня 1917, за бій 23 травня 1916) та ще трьма бойовими орденами Російської імперії. Командував ротою, був двічі пораненим. Останнє звання у російській імператорській армії — штабс-капітан.

## В українській армії
Брав участь в українізації 14-го стрілкового полку, кадрова частина якого навесні 1918 року в Одесі була включена до складу армії УНР, служив у цьому полку, який мав назву 14-й піший Поморський полк, до грудня 1918 року.
З 18 грудня 1918 р. перебував у розпорядженні коменданта Дніпровського повіту. З квітня 1919 р. — один із командирів загонів отамана Григор'єва. В травні-червні 1919 р. хворів.
Після закінчення Першої світової війни, з грудня 1918 ріку перебував у Таврійській губернії, почав там формувати українські військові частини, хоч Таврія була вже окупована військами Денікіна. Коли про це довідались білогвардійці, то вирішили арештувати Шкарупу. Однак він про те довідався і вдався до переховувань. Тоді денікінці арештували його родину і проголосили, що якщо до 24-х годин Шкарупа не явиться до білогвардійського штабу, то всю його родину розстріляють. Тоді Тимофій Єфремович одягнув російський однострій зі всіма нагородами, зголосився до того штабу й заявив: «Я Шкарупа, якого шукаєте!». Білогвардійці родину Шкарупину звільнили з арешту, а самого Шкарупу засудили до розстрілу. Присуд мав затвердити Головнокомандувач Збройних Сил Півдня Росії генерал Денікін, що за часів Першої світової війни був командиром дивізії і нагороджував тоді Шкарупу орденами особисто. Тож, коли він дістав той судовий вирок на Шкарупу, то написав таку резолюцію: «Капитана Шкарупу знаю лично, как храброго и доблестного офицера, посему возобновить все офицерские права і отправить с первой маршевой ротой на большевицкий фронт!…»

## В «білій» армії Півдня Росії
З серпня 1919 р. — в чині капітана в Збірному полку 4-ї стрілкової дивізії Збройних Сил Півдня Росії. У лютому 1920 р. у складі групи військ генерала Бредова відійшов на територію, окуповану поляками, та разом з рештками полку був інтернований польською владою.
У квітні 1920 року Шкарупа перейшов на службу до Армії УНР та під час радянсько-польської війни продовжити воювати з більшовиками в складі армії УНР на боці поляків. Служив у 4-й бригаді та в 3-й Залізній дивізії Армії УНР, одержав чин підполковника армії УНР.
З 1921 року — в еміграції в Польщі.

## Друга світова війна
У 1923 р., в еміграції, народився син Юрій, якого виховував сам, без матері дитини. У червні 1943 р. разом з сином зголосився до Добровольчої дивізії СС «Галичина» та отримав відмову через вік, але син, Юрій Шкарупа (1923—1984) — служив хорунжим Української національної армії.
На початку 1945 року ємігрував в Німеччину, в 1950 році, разом з сином, — до Канади, потім — до США. В єміграції був підвищений в ранзі до полковника армії УНР.
Помер у 1970 році в м. Вільмінгтон Делявере.

## Родина
Дружина — Антоніна Шкарупа (*12 листопада 1900 року — † червень 1986, Клівленд, США).